# Fatma Demir
Fatma Demir (1899/1900 – 14. Dezember 1931) war die erste Frau, die in der Republik Türkei aufgrund eines Urteils eines Ordentlichen Gerichts hingerichtet wurde. Sie war die Tochter eines gewissen Hasan und lebte Ende der 1920er Jahre im Dorf Darıbükü in der Nahiye Cebel (heute Landkreis Sütçüler) in der Provinz İsparta. Demir trug den Beinamen Tokalı. Im Dorf herrschte damals bittere Armut und aufgrund des Befreiungskrieges gab es zu wenig Männer.

## Die Tat
Demir lud ihr Opfer Ümmüşani zum Fastenbrechen in das Haus einer Mitverschwörerin ein und erschlug Ümmüşani während des rituellen Teravih-Gebetes mit dem Stiel einer Axt. Den Leichnam versteckten die Verschwörer zunächst im Stall. Später, als der Geruch sie zu verraten drohte, steckten sie ihn in einen großen Sack, den man dort harar nannte, und warfen ihn mit Steinen beschwert nächtens in den Fluss Köprüçay.

## Motiv, Urteil und Hinrichtung
Über das Motiv gibt es widersprüchliche Angaben, aber nach den Parlamentsprotokollen war es ein Auftragsmord. Auftraggeber waren der Ehemann des Opfers und dessen Geliebte Hanife, die er nach dem Mord heiraten wollte. Eine weitere Frau namens Ayşe, in deren Haus die Tat stattfand, war ebenfalls an der Planung und Ausführung beteiligt. Preis für den Mord waren eine "Yirmilik-Goldmünze" und ein Stück Ackerland.
Die Tat und die Verschwörer flogen auf. Der minderbegabte Zwillingsbruder Eşrefs verplapperte sich und die Dorfbewohner schöpften Verdacht. Demir wurde verhört, verhaftet und vor Gericht gestellt. Der Richter, der nur schwer glauben konnte, dass Demir einer solchen Tat fähig war, soll folgendermaßen insistiert haben: "Meine Tochter, ist es möglich, dass du diesen Mord gar nicht verübt hast?" Demirs Antwort ist wie folgt überliefert: "Nein, Herr Richter. Ich sage die Wahrheit, um Gottes Willen. Ich habe mit meinen weißen Händen zugeschlagen."
Demir wurde zum Tode verurteilt. Das Urteil wurde durch die Revisionsinstanz bestätigt und das Parlament genehmigte die Vollstreckung. Demir wurde am 14. Dezember 1931 gehenkt.  Zur Abschreckung fand die Hinrichtung öffentlich auf dem Marktplatz Tuzpazarı nahe dem "Gefängnis für schwere Straftaten in Isparta" statt. Die letzten Worte Demirs waren Allah affetsin (möge Gott es verzeihen).

## Trivia
Im Jahr 2013 wurde ein Dokumentarfilm über Fatma Demirs Geschichte gedreht. Der Titel lautet Dar Ağacına Takılan Düşler (etwa: "Träume, die sich im Galgen verfingen"). Das Dorf und das Grab des Opfers sollen im Rahmen des Staudammprojektes Kasımlar Barajı geflutet werden.